# Страшно красив
«Стра́шно краси́в» (англ. Beastly) — американский фильм в жанре романтической сказки 2011 года, снятой по мотивам одноимённого романа Алекс Флинн, являющегося пересказом классической французской сказки о Красавице и чудовище, действие которой перенесено в современный Нью-Йорк. Режиссёр и сценарист фильма — Дэниэл Барнц, В главных ролях снялись Алекс Петтифер и Ванесса Хадженс. Релиз фильма в России состоялся 11 августа 2011 года.
Права на книгу Алекс Флинн были куплены «CBS» и «Alliance Films» ещё в декабре 2007 года, выход экранизации планировался в конце 2008 года, но из-за забастовки гильдии сценаристов производство картины было приостановлено. Предполагалось, что картина выйдет в прокат 30 июля 2010 года, но премьера была передвинута на 18 марта 2011 года, чтобы избежать конкуренции с фильмом «Двойная жизнь Чарли Сан-Клауда», в котором главную роль играет Зак Эфрон, а в январе 2011 года было принято решение назначить премьеру на 4 марта 2011 года.
Теглайны фильма: «Кто он на самом деле…» (англ. It’s what’s underneath) и «Любовь не может быть уродливой» (англ. Love is never ugly).

## Сюжет
Действие разворачивается в современном Манхеттене. Молодой студент Кайл Кингсон (Алекс Петтифер) очень красив внешне, но уродлив внутри. Ему «посчастливилось» обидеть волшебницу Кендру (Мэри-Кейт Олсен), которая накладывает на него проклятье. Чтобы его снять, он должен найти свою любовь. И этой любовью становится девушка Линди Тэйлор (Ванесса Хадженс). Но дело осложняется тем, что она тоже должна его полюбить. И у него есть всего год, чтобы добиться её любви. За этот год Кайл понимает, что его отец не хочет его больше видеть, ибо сын стал уродом; понимает, что в нём есть добро и сочувствие к близким. Завоёвывая любовь Линди, он изменяется внутри и, встретив Кендру, просит, чтобы она помогла не только ему вернуть красоту, но и Уиллу (слепому учителю Кайла) вернуть зрение, а Золе (прислуге) помочь воссоединиться с семьёй. Кендра отвечает, что все его пожелания она исполнит, если Линди полюбит Кайла. Кайл добивается своего — Линди признаётся ему в любви. И сразу же он обретает своё прежнее лицо, к Уиллу возвращается зрение, а к Золе — семья.
В последней сцене фильма Кендра наведывается к отцу Кайла — для того, чтобы тоже проучить его за самовлюблённость и за то, что отвернулся от сына.

### Альтернативный финал
Зола и Уилл уговаривают Кайла отправиться в школу, чтобы поговорить с Линди, но, когда он прибывает туда, узнаёт, что самолёт в Мачу-Пикчу уже вылетел. С Кайла спадает капюшон, его видит школьница и начинает кричать. Заметив в толпе Кендру, Кайл рассказывает всем, кто он на самом деле, а потом сбегает в лес. Он пытается дозвониться до неё, а потом замечает текстовое сообщение, в котором говорится, что Линди прочитала письмо Кайла и решила найти его, чтобы вместе полететь в Мачу-Пикчу. Наконец Линди звонит Кайлу, и юноша понимает, что Виктор нашёл её и держит в заложниках — юноша отправляется на поиски любимой.
Линди оставляет ему подсказки, где её искать. Кайл находит их, и Виктор угрожает юноше пистолетом. Кайл освобождает Линди, а Виктор стреляет в юношу перед тем, как Кайл «вырубает» его. Девушка признаётся ему в любви, а затем целует умирающего Кайла. Цветок-татуировка с его руки «стекает» к ране и исцеляет юношу. Линди разрушила заклинание, и к Кайлу вернулась его первоначальная внешность. Линди не понимает происходящего — Кайл рассказывает ей о проклятии, но она отказывается верить. Кайлу удаётся её убедить, и молодые люди целуются.
Детям Золы позволяется переехать в Штаты, а к Уиллу возвращается зрение. Месяц спустя Кайл приходит на свой выпускной с белой розой в кармане. Слоун и Трей говорят ему, что он изменился. Кайл благодарит Кендру, которая прощает его. Кайл и Линди целуются.
В финале следует та же сцена, что и в прокатной версии: Кендра появляется в офисе Роба с намерением проучить его.

## В ролях
| Персонаж              | Исполнитель роли   | Описание персонажа |
| --------------------- | ------------------ | --- |
| Кайл Кингсон / Хантер | Алекс Петтифер     | Самый популярный и красивый парень в школе. Надменный и поверхностный. Становится жертвой проклятия Кендры.                                                                                          |
| Линда «Линди» Тейлор  | Ванесса Хадженс    | Скромная девушка из неблагополучной семьи. Влюблена в Кайла. После нападения на её отца вынуждена жить в доме изуродованного Кайла, представившегося ей именем Хантер.                               |
| Кендра Хилферти       | Мэри-Кейт Олсен    | Одноклассница Кайла, могущественная ведьма, наложившая на юношу заклятье — девушка должна признаться изуродованному парню в любви, пока не истечёт год, иначе он навсегда останется в таком обличье. |
| Уилл Фрателли         | Нил Патрик Харрис  | Слепой учитель Кайла, которого нанял для юноши его отец. |
| Роб Кингсон           | Питер Краузе       | Отец Кайла, знаменитый телеведущий, после изменений во внешности сына переставший с ним общаться. |
| Слоан Хаген           | Дакота Джонсон     | Бывшая девушка Кайла, которая после исчезновения юноши начинает встречаться с его лучшим другом Треем.                                                                                               |
| Трей Мэдисон          | Эрик Кнудсен       | Лучший друг Кайла. |
| Зола                  | Лиза Гэй Гамильтон | Домработница в семье Кайла, заменившая ему мать. |
| Виктор                | Джио Перес         | Бандит, угрожавший отцу Линди расправой над его дочерью. |
| Отец Линди            | Рок ЛаФортьен      | Наркоман. |

## Производство

### Разработка
Фильм основан на одноимённом романе-сказке Алекс Флинн 2007 года, компания «CBS Films» приобрела права на экранизацию ещё в декабре 2007. В феврале 2009 президент компании Эми Бир сообщила, что Дэниэл Барнц занял место режиссёра и сам напишет сценарий. Фильм станет одним из первых проектов, снятых компанией. Сьюзан Картсонис и Роз Вайсберг спродюсируют фильм вместе с «Storefront Films». Первоначально планировалось, что релиз картины состоится в конце 2008, но из-за забастовки гильдии сценаристов съёмки были отложены.
Бир выразила энтузиазм относительно кандидатуры режиссёра: «Оригинальные идеи Дэниэла делают его одним из самых ярких режиссёров своего поколения. Мы рады сотрудничеству с ним в работе над самой трогательной историей мирового фольклора». «Это осовремененная версия классической сказки, и я постараюсь рассказать её иначе», — комментирует Барнц. Он также добавил:
Эта история впервые рассказывается с точки зрения «Чудовища». Фильм о красоте, о поисках внутренней красоты в мире подростков и для подростков. Нам есть, что сказать современной молодёжи.
Создавая сценарий, Барнц вдохновлялся фильмом «Скажи хоть что-нибудь», сравнивая образы главных героев, но при этом стараясь сохранить дух романа. Барнцу сразу же понравилась книга, так как он увидел в ей «прекрасную возможность рассказать классическую сказку новым поколениям». Он также подчеркнул, как понравилась ему мысль, что история будет рассказана с точки зрения героя, а не героини, и что книга больше о любви, нежели о мистике.

### Дизайн
Петтифер носил большое количество грима, состоящего из различного вида протезов. Данный грим отличается внешне от того, как Кайл выглядит в книге — у персонажа нет меха и клыков, что особенно обрадовало актёра:
Я очень рад, что мне не пришлось становиться «мохнатым». Другой вопрос — хотели бы зрители видеть меня таким? Я думаю, им понравится то, как в итоге будет смотреться грим. Этот грим просто поразительный — создатели одержимы своей работой и вкладывают в неё максимум сил и энергии, я никогда не видел таких людей и ничего подобного в плане внешнего вида моего персонажа.
Грим состоял из 67 частей: 7 на голове и 60 на верхней части туловища, включая татуировки, шрамы и полный телесный грим. Три часа уходило на наложение грима на лицо и более чем 6 — на всё тело.
Петтифер так комментирует процесс превращения:
Это странно — как только мне побрили голову, меня привели в то место, где Кайл превратился в монстра — это ощущение передалось мне и очень помогло во время съёмок в фильме. Между тем вне съёмочной площадки мы боремся со своими личными проблемами, что помогает более драматично сыграть роль.
За работу с гримом отвечали Тони Гарднер и компания «Alterian, Inc.» — они создали весь дизайн из протезов и татуировок Кайла, и работали над ним вплоть до окончания съёмок. Хадженс описывает грим как нечто «сумасшедшее, не похожее ни на что виденное ранее». За несколько дней до начала съёмок в Интернет попали фотографии актёров, направляющихся на примерку. Дизайном костюмов занималась Суттират Энн Лэрларб (англ. Suttirat Anne Larlarb).

### Съёмки
Фильм стал одним из первых, произведённых компанией «CBS Films». Общий бюджет, потраченный на производство и рекламу, составил $17 млн. Производство началось 13 июня 2009 года в городе Монреаль, Квебек, Канаде, и закончилось в августе того же года. Первый фрагмент официального трейлера фильма был снят в городе Чикаго в США, школе Walter Payton College Prep High в «Старей школе Академии Бакстон». Старый Монреаль и Лаваль превратились в Нью-Йорк, а парк «Mount Royal Park» в Монреале использовали в качестве «Центрального парка Нью-Йорка» и других природных локаций фильма. Местная закусочная «Place Milton» исполнило роль ресторанчика «Cafe Santiago». Съёмки проходили на протяжении 45 дней.
Правительство Квебека объявило 12 июня 2009 года о том, что поднимают налоговую ставку для иностранных кинопроизводителей от 25 процентов оплаты рабочей силы до 25 процентов всего производственного бюджета. Однако съёмки картины начались до вступления в силу нового закона.
Хадженс покинула Монреаль, чтобы появиться на церемонии вручения наград MTV Movie Awards. «Я спокойно отношусь к этому мероприятию», — сказала актриса. 4 июня 2009 года Хадженс и Петтифер прибыли в Монреаль. Нил Патрик Харрис также прибыл в Монреаль для съёмок сцен со своим участием в то же время, чтобы приступить к съёмкам в независимом проекте, начавшихся в то же время. Съёмки сцен с участием Хадженс завершились в первую очередь, и актриса приняла участие в продвижении картины «Бэндслэм». Пересъёмки некоторых сцен были назначены на 2010 год, чтобы «сделать химию между главными героями более достоверной».

### Музыка
Музыку к фильму написал композитор Марсело Зарвос (англ. Marcelo Zarvos).

### Маркетинг
Первый тизер-трейлер фильма вышел 20 ноября 2009 года, в день предпоказа фильма «Сумерки. Сага. Новолуние». 23-секундный тизер поднял волну обсуждений на рекламных сайтах. Энни Барретт из журнала Entertainment Weekly заметила, что «Алекс Петиффер в фильме больше похож на диснеевского Гастона, нежели на Чудовище».
В некоторых кинотеатрах были вывешены голографические постеры фильма. Первый официальный постер был обнародован в начале апреля 2010 года. Первый репортаж со съёмок появился в начале февраля 2010 года. Премьера трейлера состоялась 19 апреля 2010 года. В конце 2010 года состоялась премьера второго трейлера с обновлённым логотипом. Ролик сопровождался песней «Broken Arrow» из репертуара группы Pixie Lott, вошедшей в официальный саундтрек фильма.

### Продукция
Компания «CBS Films» объявила, что выход картины будет сопровождать сильной рекламной кампанией в виде продаж различной продукции с логотипом и символикой картины: игры, пазлы, игрушки, канцелярские товары, компьютерные игры, костюмы, маски и т. д.
На данный момент известны контракты студии по производству продукции студии со следующими компаниями:
- «Accessory Innovations»: дамские сумочки, бумажники, украшения для сумок, сумки-почтальонки, сумки через плечо, брелки, закладки (США)
- «Bif Bang Pow»: фигурки и головотрясы (мировая дистрибуция)
- «C&D Visionary»: наклейки, магниты, нашивки, пуговицы, брелки и закладки (США)
- «Fundex»: настольные игры и пазлы (мировая дистрибуция)
- «Genki Wear»: парфюмерия (США)
- «Hallmark»: поздравительные открытки и социальные карточки (США)
- «Harper Collins»: книжный роман (мировая дистрибуция)
- «Jerry Leigh»: майки и толстовки (США)
- «LTL Prints»: декораторы (Северная Америка)
- «Philco»: майки, толстовки, ювелирные украшения, одеяла, свитера, посуда, пуговицы, бумажники и головные уборы (Канада)
- «Rubies»: костюмы, маски, аксессуары (США и Канада)
- «Rock Paper»: карандаши, закладки, ручки и подставки (США)
- «Storm City Games»: 2 видеоигры (мировая дистрибуция)
- «Scorpio»: постеры (США)
- «Sticker You»: наклейки, наклейки-узоры для поверхностей из разных материалов, листовки и аппликации (США)

## Релиз
Компания «Alliance Films», расположенная в Монреале, выпустила картину в Канаде согласно договору между с «CBS Films». «Sony Pictures» отвечала за международный прокат картины. Ранее сообщалось, что премьера состоится 30 июля 2010 года, но когда премьеру фильма «Двойная жизнь Чарли Сан-Клауда» передвинули на тот же день, было принято решение о смене даты премьеры, так как продюсеры посчитали, что совпадение дат премьер может стать «настоящей дилеммой» для поклонников Зака Эфрона и Ванессы Хадженс, вместе снимавшихся в фильмах Диснея «Классный мюзикл» и у которых начался роман на съёмках фильма. Данное заявление было сделано на официальной странице фильма «Страшно красив» на сайте Facebook.
В итоге дату передвинули на 18 марта 2011 года, чтобы избежать прокатной конкуренции двух этих фильмов, а также с другими летними блокбастерами 2010 года. Премьера картины состоялась через 4 недели после выхода в прокат другого фильма с участием Петтфиера — «Я — четвёртый», а через 3 недели в прокат вышел «Запрещённый приём» — Ванесса Хадженс также сыграла в нём одну из ролей. Глава «CBS Films», Стивен Фридлендер, так комментирует данное решение: «Было не так уж много вариантов, когда именно летом выпустить наш фильм. Мы не хотели ждать осени. В конце концов мы решили, что март — идеальное время, так как премьера пришлась на школьные каникулы». Из-за удачных тест-показов было решено назначить премьеру раньше — на 4 марта.

### Отзывы
Хотя картина получила в основном негативные отзывы, она заняла 45-е место в списке журнала The Times «Самые крупные проекты 2010 года».
Хадженс и Петтифер получили титул «Звёзды завтрашнего дня» от киновыставки «ShoWest» за исполнение ролей в фильме. Картина была показана на «ShoWest» и вызвала положительную реакцию у зрителей.

### Кассовые сборы
Фильм занял третью позицию по результатам премьерных выходных после «Ранго» и «Меняющих реальность». На момент 25 мая картина собрала в прокате США $27 865 571 и $10 162 659 по всему миру. Таким образом, общие сборы составили $38 028 230, покрыв затраты на съёмки, составившие $17 миллионов.

### Премии
В 2011 году картина номинировалась на премию «Teen Choice Awards» в двух категориях: «Лучшая пара» (Алекс Петтифер и Ванесса Хадженс) и «Прорыв года: Актёр» (Алекс Петтифер). Лишь вторая номинация увенчалась победой.